# Apouké
 (mai 2024).
La mise en forme du texte ne suit pas les recommandations de Wikipédia : il faut le « wikifier ».
Les points d'amélioration suivants sont les cas les plus fréquents. Le détail des points à revoir est peut-être précisé sur la page de discussion.
- Les titres sont pré-formatés par le logiciel. Ils ne sont ni en capitales, ni en gras.
- Le texte ne doit pas être écrit en capitales (les noms de famille non plus), ni en gras, ni en italique, ni en « petit »…
- Le gras n'est utilisé que pour surligner le titre de l'article dans l'introduction, une seule fois.
- L'italique est rarement utilisé : mots en langue étrangère, titres d'œuvres, noms de bateaux, etc.
- Les citations ne sont pas en italique mais en corps de texte normal. Elles sont entourées par des guillemets français : « et ».
- Les listes à puces sont à éviter, des paragraphes rédigés étant largement préférés. Les tableaux sont à réserver à la présentation de données structurées (résultats, etc.).
- Les appels de note de bas de page (petits chiffres en exposant, introduits par l'outil «  Source ») sont à placer entre la fin de phrase et le point final[comme ça].
- Les liens internes (vers d'autres articles de Wikipédia) sont à choisir avec parcimonie. Créez des liens vers des articles approfondissant le sujet. Les termes génériques sans rapport avec le sujet sont à éviter, ainsi que les répétitions de liens vers un même terme.
- Les liens externes sont à placer uniquement dans une section « Liens externes », à la fin de l'article. Ces liens sont à choisir avec parcimonie suivant les règles définies. Si un lien sert de source à l'article, son insertion dans le texte est à faire par les notes de bas de page.
- La présentation des références doit suivre les conventions bibliographiques. Il est recommandé d'utiliser les modèles {{Ouvrage}}, {{Chapitre}}, {{Article}}, {{Lien web}} et/ou {{Bibliographie}}. Le mode d'édition visuel peut mettre en forme automatiquement les références.
- Insérer une infobox (cadre d'informations à droite) n'est pas obligatoire pour parachever la mise en page.

Pour une aide détaillée, merci de consulter Aide:Wikification.
Si vous pensez que ces points ont été résolus, vous pouvez retirer ce bandeau et améliorer la mise en forme d'un autre article.
Apouké, est un groupe de musique béninois né en 2003 avec comme particularité  un genre musical orienté vers la spiritualité africaine et un accent prononcé sur la déesse des eaux Mamiwata.

## Biographie
Créé en 2003 par le trio Merveille (lead vocal), Kékéli, et Fikira, Apouké est un groupe de musique mixte chant et rap béninois populaire dans les années 2000 au Bénin et dans la sous-région. Apouké chante et rappe exclusivement la spiritualité, les croyances et religions endogènes notamment le culte voué à la divinité des eaux Mamiwata,. Le groupe aborde aussi  dans ses chansons des thèmes de réconciliation de retour au sources africaines et d'unité,,,.

### Séparation
À la suite de divergences internes, le trio se sépare pendant plus de 15 ans et finit par se réconcilier en 2018,,.

## Membres du groupes
Le groupe Apouké est composé de 3 membres que sont : 
- Merveilles Zinsou alias Yémandja le messager encore devenu Space;
- Adjibi Abdoul alias le Fils de l’arc en ciel ou Fikiira
- Foly Kossi alias Dunkussu désormais Kékéli

## Discographie

### Albums
Le groupe Apouké a à son actif des albums tel que, :
- 2003: Biova
- 2004: Lêko